# Иоффе, Исаак Соломонович
Исаак Соломонович Иоффе (1900—1973) — советский учёный и педагог, химик-органик, доктор химических наук (1935), профессор (1937), полковник-инженер. Один из организаторов разработки отечественного бициллина, а также препаратов, продлевающих срок его действия.

## Биография
Родился 1 мая 1900 года в городе Гродно.
С 1920 по 1925 годы проходил обучение на химическом факультете Ленинградского технологического института имени Ленсовета, ученик академика А. Е. Порай-Кошица. С 1925 по 1930 годы — ассистент и преподаватель Ленинградского государственного университета.
С 1931 по 1937 год — доцент, с 1937 по 1941 год — профессор кафедры химии красящих веществ Ленинградского технологического института имени Ленсовета. Одновременно с 1938 по 1940 годы являлся заведующим кафедрой органической химии Первого Ленинградского медицинского института.
С 1941 по 1945 год в период Великой Отечественной войны И. С. Иоффе был организатором внедрения в медицинскую практику сульфаниламидных препаратов для госпиталей Балтийского и Черноморского флотов ВМФ СССР. С 1940 по 1953 год — начальник кафедры органической химии и с 1953 по 1973 год — начальник кафедры химии ВМА имени С. М. Кирова.

### Достижения в области химической органики
Основная научно-педагогическая деятельность И. С. Иоффе была связана с вопросами в области исследования органических диарильных соединений, на основе которых разрабатывались методы синтеза химии диазосоединений и новых красителей, а также в области изучения новых химикотерапевтических препаратов и химии физиологически активных органических соединений.
В 1935 году И. С. Иоффе была присвоена учёная степень доктор химических наук по теме: «Сульфирование органических соединений». В 1937 году ему было присвоено учёное звание профессора. И. С. Иоффе много лет занимался исследованиями в области реакции сульфирования органических соединений, эти исследования привели к усовершенствованию технологических процессов в практике. И. С. Иоффе разработал способ получения отечественного бициллина, а также препаратов, продлевающих срок действия пенициллина. Им было написано около двухсот научных работ, подготовлено более двадцати кандидатов наук.
Скончался 21 августа 1973 года в Ленинграде, похоронен на Богословском кладбище.

## Награды
- Орден Отечественной войны 2 степени
- Орден Трудового Красного Знамени
- Орден Красной Звезды
- Медаль «За боевые заслуги»
- Медаль «За оборону Ленинграда»
- Медаль «За победу над Германией в Великой Отечественной войне 1941-1945 гг.»[5]